# She's the One
She's the One è una canzone dei World Party, scritta da Karl Wallinger.

## Cover di Robbie Williams
Nel 1999 Robbie Williams ha realizzato una cover del brano. La cover è il quarto singolo estratto dal secondo album I've Been Expecting You. Il singolo diventa il secondo numero uno in Inghilterra. Nel singolo è contenuto anche il brano It's Only Us, realizzato per il videogioco FIFA 2000.
Il singolo ottiene un gran successo in tutta Europa, e vince il riconoscimento di "Singolo dell'anno" alla cerimonia dei Brit Award 1999.

### Controversia sull'attribuzione
Nonostante si tratti, per l'appunto, di una cover, è capitato che durante le esibizioni dal vivo l'ex-Take That la introducesse come "la miglior canzone che abbiamo scritto insieme", riferendosi a se stesso e a Guy Chambers, produttore del brano e membro dei World Party dal 1986 al 1997.
Nella biografia di Williams Reveal, il giornalista Chris Heath ha riportato che a una di queste esibizioni era presente tra il pubblico proprio Nancy Wallinger, figlia di Karl, il quale reagì telefonando a Chambers e chiedendogli di insultare pesantemente Williams da parte sua.
La vicenda è poi stata ripresa, in chiave ironica, nello spot di The Christmas Present realizzato in collaborazione con Amazon, in cui il cantante dice ad Alexa di aver scritto She's The One per lei: l'assistente vocale lo corregge, ricordandogli che non è una sua canzone.

### Video musicale
Nel video musicale Robbie Williams interpreta il ruolo dell'allenatore di una coppia di pattinaggio su ghiaccio (Pamela O'Connor e Jonathon O'Dougherty). Durante una seduta di allenamento l'uomo si infortuna e Robbie Williams lo sostituisce per l'esibizione finale, ottenendo i punteggi più elevati. Nel video Robbie Williams esegue un backflip, che nelle competizioni di pattinaggio è una figura non legittima.
Philip Woods, un pattinatore di figura proveniente da Chelmsford che all'epoca del video aveva 10 anni, fu scelto per interpretare in un flashback il ruolo di Robbie Williams da giovane. Il bambino ed il cantante non si sono mai incontrati sul set durante le riprese del video.

### Tracce

#### UK CD1
1. She's The One - 4:18
2. It's Only Us - 2:50
3. Millennium [Live at Slane Castle] - 4:40
4. She's The One [Enhanced Video]

#### UK CD2
1. It's Only Us - 2:50
2. She's The One - 4:18
3. Coke & Tears - 4:24
4. It's Only Us [Enhanced Video]

#### European CD Maxi
1. It's Only Us - 2:50
2. She's The One - 4:18
3. Millennium [Live at Slane Castle] - 4:40
4. Coke & Tears - 4:24
5. She's The One Enhanced Video
6. It's Only Us Enhanced Video

### Classifiche
| Classifica (1999/00) | Posizione massima |
| -------------------- | ----------------- |
| Austria              | 16                |
| Belgio (Fiandre)     | 40                |
| Belgio (Vallonia)    | 21                |
| Europa               | 9                 |
| Finlandia            | 13                |
| Francia              | 74                |
| Germania             | 27                |
| Irlanda              | 4                 |
| Italia               | 6                 |
| Nuova Zelanda        | 3                 |
| Paesi Bassi          | 33                |
| Regno Unito          | 1                 |
| Svezia               | 42                |
| Svizzera             | 20                |